# Пйотрово-Друге
Пйотрово-Друге (пол. Piotrowo Drugie, нім. Gut Peterzell) — село в Польщі, у гміні Чемпінь Косцянського повіту Великопольського воєводства.
Населення — 79 осіб (2011).
У 1975-1998 роках село належало до Познанського воєводства.

## Демографія
Демографічна структура станом на 31 березня 2011 року:
|          | Загалом | Допрацездатний вік | Працездатний вік | Постпрацездатний вік |
| -------- | ------- | ------------------ | ---------------- | -------------------- |
| Чоловіки | 36      | 7                  | 27               | 2                    |
| Жінки    | 43      | 8                  | 24               | 11                   |
| Разом    | 79      | 15                 | 51               | 13                   |